# Dactyloscopus foraminosus
Dactyloscopus foraminosus is een straalvinnige vissensoort uit de familie van zandsterrenkijkers (Dactyloscopidae). De wetenschappelijke naam van de soort is voor het eerst geldig gepubliceerd in 1982 door Dawson.